# Filmforum
Filmforum was het lijfblad van de KFA, de Katholieke Film Actie.
Het filmtijdschrift verscheen van 1950 tot 1965. Het laatste jaar bestond de redactie onder andere uit A. van Domburg, B.J. Bertina, C. Boost en H. Wielek, allen filmrecensenten. Het blad ging in 1965 samen met Critisch Film- en Televisiebulletin verder onder de nieuwe naam Critisch Filmforum.
De geschiedenis van de Katholieke Film Actie en van haar tijdschrift is ondergebracht bij het Katholiek Documentatie Centrum (KDC) te Nijmegen.